# Ur-Bau
Ur-Bau (« Guerrier de la déesse Bau » en sumérien ; on trouve aussi Ur-Baba) est un roi de la deuxième dynastie de la cité sumérienne de Lagash, qui a régné vers le XXIIe siècle av. J.-C..
Il dirige une des entités politiques qui s'est rendue indépendante après la désagrégation de l'empire d'Akkad. Sa cité-État, traditionnellement l'une des plus prospères de Basse-Mésopotamie, semble avoir connu une période paisible sous son règne. Ur-Bau n'est connu que par ses œuvres pieuses, rapportées notamment par une statue sur laquelle est inscrit un texte assez long commémorant la restauration de plusieurs temples dédiés aux grandes divinités de Lagash (Ningirsu et Bau) ou du pays de Sumer en général (Enki, Inanna).
Une de ses filles, En-anne-padda, devient grande prêtresse du dieu Nanna à Ur. Une autre, Nin-alla, est l'épouse du successeur d'Ur-Bau, Gudea, le roi le plus prestigieux de la seconde dynastie de Lagash. Une troisième de ses filles, Nin-hedu, a épousé Nammahani, dernier roi de cette dynastie.